# Harvey Norman
 (septembre 2019).
Harvey Norman est une grande entreprise australienne multinationale d'expédition de meubles, de literie, d'ordinateurs, de communications et de produits électriques grand public. Elle fonctionne principalement comme une franchise, avec la marque principale et tous les magasins exploités par l'entreprise appartenant à Harvey Norman Holdings Limited, société cotée à l'ASX. En 2016, il y a 280 magasins appartenant à l'entreprise et franchisés en Australie, en Nouvelle-Zélande, en Europe et en Asie du Sud-Est, opérant sous les marques Harvey Norman, Domayne et Joyce Mayne en Australie, et sous la marque Harvey Norman à l'étranger.